# Unione Sportiva Torrese 1948-1949
Questa voce raccoglie le informazioni riguardanti la Torrese nelle competizioni ufficiali della stagione 1948-1949.

## Stagione
La stagione 1948-1949 fu la 27ª stagione sportiva del Savoia, la 4ª con il nome di Torrese.
Serie C 1948-1949: 17º posto

## Divise
| Manica sinistra · Maglietta · Manica destra · Pantaloncini · Calzettoni |

## Organigramma societario
Area direttiva
- Presidente:  Antonio Carotenuto

Area tecnica
- Allenatore:  Usbek

## Rosa
| N. |                   | Ruolo | Calciatore         |
| -- | ----------------- | ----- | ------------------ |
|    | Italia (bandiera) | P     | Di Pinto           |
|    | Italia (bandiera) | P     | Duilio Santarosa   |
|    | Italia (bandiera) | D     | Sergio Ancillotti  |
|    | Italia (bandiera) | D     | Michele Giraud II  |
|    | Italia (bandiera) | D     | Luigi Lenzi        |
|    | Italia (bandiera) | D     | Luigi Ussorio      |
|    | Italia (bandiera) | C     | Luigi Barbano      |
|    | Italia (bandiera) | C     | Oliviero Belcastro |
|    | Italia (bandiera) | C     | Alfredo Carola     |
|    | Italia (bandiera) | C     | Giuseppe Castelli  |
|    | Italia (bandiera) | C     | Salvatore Esposito |
|    | Italia (bandiera) | C     | Carlo Kaffenigg    |

| N. |                   | Ruolo | Calciatore          |
| -- | ----------------- | ----- | ------------------- |
|    | Italia (bandiera) | A     | Eugenio Calleri     |
|    | Italia (bandiera) | A     | Michele Castaldo    |
|    | Italia (bandiera) | A     | Giovanni Castagnola |
|    | Italia (bandiera) | A     | Armando Salvatore   |
|    | Italia (bandiera) |       | Alberini            |
|    | Italia (bandiera) |       | Benedicenti         |
|    | Italia (bandiera) |       | Bussoni             |
|    | Italia (bandiera) |       | Cappellini          |
|    | Italia (bandiera) |       | Carlo Capua         |
|    | Italia (bandiera) |       | Antonio Gilbo       |
|    | Italia (bandiera) |       | Lanzara             |
|    | Italia (bandiera) |       | Piraino             |

## Calciomercato
| Acquisti | Acquisti          | Acquisti | Acquisti |
| R.       | Nome              | da       | Modalità |
| -------- | ----------------- | -------- | -------- |
| D        | Luigi Ussorio     | Napoli   | prestito |
| A        | Armando Salvatore |          |          |
| A        | Michele Castaldo  |          |          |

| Cessioni | Cessioni | Cessioni | Cessioni   |
| R.       | Nome     | a        | Modalità   |
| -------- | -------- | -------- | ---------- |
|          |          |          | definitivo |

## Risultati

### Serie C

#### Girone di andata
| Torre Annunziata 3 ottobre 1948 1ª giornata | Torrese               | 8 – 0 | Scafatese | Campo Formisano\| Arbitro: \| Occhionegro (Taranto) \| |
| Arbitro:                                    | Occhionegro (Taranto) |       |           |                                                        |

| Messina 10 ottobre 1948 2ª giornata | Messina          | 3 – 1 | Torrese | \| Arbitro: \| Casini (Palermo) \| |
| Arbitro:                            | Casini (Palermo) |       |         |                                    |

| 17 ottobre 1948 3ª giornata |  | – Torrese riposa |  |  |

| Potenza 24 ottobre 1948 4ª giornata | Potenza         | 1 – 1 | Torrese | \| Arbitro: \| Corallo (Lecce) \| |
| Arbitro:                            | Corallo (Lecce) |       |         |                                   |

| Torre Annunziata 31 ottobre 1948 5ª giornata | Torrese     | 3 – 2 | Drepanum | Campo Formisano\| Arbitro: \| Toni (Roma) \| |
| Arbitro:                                     | Toni (Roma) |       |          |                                              |

| Cosenza 4 novembre 1948 6ª giornata | Cosenza         | 2 – 0 | Torrese | \| Arbitro: \| Quaranta (Bari) \| |
| Arbitro:                            | Quaranta (Bari) |       |         |                                   |

| Torre Annunziata 7 novembre 1948 7ª giornata | Torrese         | 2 – 0 | Catanzaro | Campo Formisano\| Arbitro: \| Maranzo (Lecce) \| |
| Arbitro:                                     | Maranzo (Lecce) |       |           |                                                  |

| Torre Annunziata 14 novembre 1948 8ª giornata | Torrese             | 3 – 0 | Reggina | Campo Formisano\| Arbitro: \| Santorelli (Foggia) \| |
| Arbitro:                                      | Santorelli (Foggia) |       |         |                                                      |

| Avellino 21 novembre 1948 9ª giornata | Avellino             | 2 – 0 | Torrese | \| Arbitro: \| Cristanziello (Bari) \| |
| Arbitro:                              | Cristanziello (Bari) |       |         |                                        |

| Torre Annunziata 28 novembre 1948 10ª giornata | Torrese           | 2 – 1 | Arsenale Messina | Campo Formisano\| Arbitro: \| Caputo (Molfetta) \| |
| Arbitro:                                       | Caputo (Molfetta) |       |                  |                                                    |

| Foggia 5 dicembre 1948 11ª giornata | Foggia         | 1 – 1 | Torrese | \| Arbitro: \| Zante (Ancona) \| |
| Arbitro:                            | Zante (Ancona) |       |         |                                  |

| Torre Annunziata 12 dicembre 1948 12ª giornata | Torrese          | 2 – 2 | Catania | Campo Formisano\| Arbitro: \| Marangio (Lecce) \| |
| Arbitro:                                       | Marangio (Lecce) |       |         |                                                   |

| Torre Annunziata 19 dicembre 1948 13ª giornata | Torrese | 0 – 2 (tav.) | Crotone | Campo Formisano |

| Barcellona Pozzo di Gotto 26 dicembre 1948 14ª giornata | Igea Virtus     | 4 – 2 | Torrese | \| Arbitro: \| Riolo (Palermo) \| |
| Arbitro:                                                | Riolo (Palermo) |       |         |                                   |

| Nocera Inferiore 2 gennaio 1949 15ª giornata | Nocerina            | 2 – 0 | Torrese | \| Arbitro: \| Santarelli (Chieti) \| |
| Arbitro:                                     | Santarelli (Chieti) |       |         |                                       |

| Torre Annunziata 9 gennaio 1949 16ª giornata | Torrese         | 1 – 0 | Benevento | Campo Formisano\| Arbitro: \| Quaranta (Bari) \| |
| Arbitro:                                     | Quaranta (Bari) |       |           |                                                  |

| Castellammare di Stabia 16 gennaio 1949 17ª giornata | Torrese        | 0 – 2 | Stabia | \| Arbitro: \| Calizzi (Roma) \| |
| Arbitro:                                             | Calizzi (Roma) |       |        |                                  |

| Brindisi 23 gennaio 1949 18ª giornata | Brindisi        | 1 – 1 | Torrese | \| Arbitro: \| Riolo (Palermo) \| |
| Arbitro:                              | Riolo (Palermo) |       |         |                                   |

| Torre Annunziata 30 gennaio 1949 19ª giornata | Torrese           | 2 – 0 | Acireale | Campo Formisano\| Arbitro: \| Caputi (Molfetta) \| |
| Arbitro:                                      | Caputi (Molfetta) |       |          |                                                    |

#### Girone di ritorno
| Scafati 6 febbraio 1949 20ª giornata | Scafatese | – | Torrese |  |

| Torre Annunziata 13 febbraio 1949 21ª giornata | Torrese              | 1 – 1 | Messina | Campo Formisano\| Arbitro: \| Occhinegro (Taranto) \| |
| Arbitro:                                       | Occhinegro (Taranto) |       |         |                                                       |

| 20 febbraio 1949 22ª giornata |  | – |  |  |

| Torre Annunziata 6 marzo 1949 23ª giornata | Torrese               | 1 – 0 | Potenza | Campo Formisano\| Arbitro: \| Di Giovanni (Pescara) \| |
| Arbitro:                                   | Di Giovanni (Pescara) |       |         |                                                        |

| Trapani 13 marzo 1949 24ª giornata | Drepanum            | 2 – 0 | Torrese | \| Arbitro: \| Gentile (Catanzaro) \| |
| Arbitro:                           | Gentile (Catanzaro) |       |         |                                       |

| Torre Annunziata 20 marzo 1949 25ª giornata | Torrese            | 1 – 1 | Cosenza | Campo Formisano\| Arbitro: \| Di Pietro (Chieti) \| |
| Arbitro:                                    | Di Pietro (Chieti) |       |         |                                                     |

| Catanzaro 27 marzo 1949 26ª giornata | Catanzaro            | 2 – 0 | Torrese | \| Arbitro: \| Occhinegro (Taranto) \| |
| Arbitro:                             | Occhinegro (Taranto) |       |         |                                        |

| Reggio Calabria 3 aprile 1949 27ª giornata | Reggina              | 1 – 0 | Torrese | \| Arbitro: \| Sampognaro (Catania) \| |
| Arbitro:                                   | Sampognaro (Catania) |       |         |                                        |

| Torre Annunziata 10 aprile 1949 28ª giornata | Torrese        | 0 – 0 | Avellino | Campo Formisano\| Arbitro: \| Scalise (Roma) \| |
| Arbitro:                                     | Scalise (Roma) |       |          |                                                 |

| Messina 17 aprile 1949 29ª giornata | Arsenale Messina | 4 – 1 | Torrese | \| Arbitro: \| Toni (Roma) \| |
| Arbitro:                            | Toni (Roma)      |       |         |                               |

| Torre Annunziata 24 aprile 1949 30ª giornata | Torrese             | 2 – 2 | Foggia | Campo Formisano\| Arbitro: \| Fidomanzo (Messina) \| |
| Arbitro:                                     | Fidomanzo (Messina) |       |        |                                                      |

| Catania 2 maggio 1949 31ª giornata | Catania         | 2 – 1 | Torrese | \| Arbitro: \| Quaranta (Bari) \| |
| Arbitro:                           | Quaranta (Bari) |       |         |                                   |

| Crotone 8 maggio 1949 32ª giornata | Crotone      | 3 – 1 | Torrese | \| Arbitro: \| Torti (Roma) \| |
| Arbitro:                           | Torti (Roma) |       |         |                                |

| Torre Annunziata 15 maggio 1949 33ª giornata | Torrese             | 4 – 0 | Igea Virtus | Campo Formisano\| Arbitro: \| Santarelli (Chieti) \| |
| Arbitro:                                     | Santarelli (Chieti) |       |             |                                                      |

| Torre Annunziata 22 maggio 1949 34ª giornata | Torrese          | 2 – 2 | Nocerina | Campo Formisano\| Arbitro: \| Matteucci (Roma) \| |
| Arbitro:                                     | Matteucci (Roma) |       |          |                                                   |

| Benevento 29 maggio 1949 35ª giornata | Benevento       | 3 – 4 | Torrese | \| Arbitro: \| Riolo (Palermo) \| |
| Arbitro:                              | Riolo (Palermo) |       |         |                                   |

| Castellammare di Stabia 5 giugno 1949 36ª giornata | Stabia          | 2 – 1 | Torrese | \| Arbitro: \| Maurelli (Roma) \| |
| Arbitro:                                           | Maurelli (Roma) |       |         |                                   |

| Torre Annunziata 12 giugno 1949 37ª giornata | Torrese              | 0 – 2 (tav.) | Brindisi | Campo Formisano\| Arbitro: \| Benedetti (Piombino) \| |
| Arbitro:                                     | Benedetti (Piombino) |              |          |                                                       |

| Acireale 19 giugno 1949 38ª giornata | Acireale    | 2 – 1 | Torrese | \| Arbitro: \| Toni (Roma) \| |
| Arbitro:                             | Toni (Roma) |       |         |                               |